# Protoribates angulatus
Protoribates angulatus är en kvalsterart som beskrevs av Choi 1986. Protoribates angulatus ingår i släktet Protoribates och familjen Protoribatidae. Inga underarter finns listade i Catalogue of Life.